# Хрватска на Летњим олимпијским играма 2016.
Хрватска је учествовала на Летњим олимпијским играма 2016. које су одржане у Рио де Жанеиру у Бразилу од 5. до 21. августа 2016. године. Олимпијски комитет Хрватске послао је 87 квалификованих спортиста у осамнаест спортова. Освојено је десет медаља од тога пет златних те је ово био најуспешнији наступ Хрватске од кад учествује на Олимпијским играма. Три медаље освојене су у атлетици, по две у једрењу и веслању и по једна у стрељаштву, ватерполу и боксу.

## Освајачи медаља

### Злато
- Јосип Гласновић — Стрељаштво, трап
- Мартин Синковић, Валент Синковић — Веслање, дубл скул
- Сандра Перковић — Атлетика, бацање диска
- Шиме Фантела, Игор Маренић — Једрење, класа 470
- Сара Колак — Атлетика, бацање копља

### Сребро
- Дамир Мартин — Веслање, скиф
- Тончи Стипановић — Једрење, ласер
- Јосип Павић, Дамир Бурић, Антонио Петковић, Лука Лончар, Маро Јоковић, Лука Букић, Марко Мацан, Андро Бушље, Сандро Сукно, Иван Крапић, Анђело Шетка, Ксавијер Гарсија, Марко Бијач — Ватерполо, мушка репрезентација

### Бронза
- Филип Хрговић — Бокс, супертешка категорија
- Бланка Влашић — Атлетика, скок увис

## Учесници по спортовима
| Спорт          | Мушкарци | Жене | Укупно |
| -------------- | -------- | ---- | ------ |
| Атлетика       | 3        | 7    | 10     |
| Бициклизам     | 2        | 0    | 2      |
| Бокс           | 2        | 0    | 2      |
| Ватерполо      | 13       | 0    | 13     |
| Веслање        | 3        | 0    | 3      |
| Гимнастика     | 1        | 1    | 2      |
| Дизање тегова  | 1        | 0    | 1      |
| Једрење        | 7        | 1    | 8      |
| Кошарка        | 12       | 0    | 12     |
| Пливање        | 1        | 1    | 2      |
| Рвање          | 1        | 0    | 1      |
| Рукомет        | 14       | 0    | 14     |
| Скокови у воду | 0        | 1    | 1      |
| Стони тенис    | 1        | 0    | 1      |
| Стрељаштво     | 3        | 4    | 7      |
| Теквондо       | 1        | 2    | 3      |
| Тенис          | 3        | 1    | 4      |
| Џудо           | 0        | 1    | 1      |
| 18 спортова    | 68       | 19   | 87     |